# نايجل سميث (متزحلق جبال الألب)
نايجل سميث (بالإنجليزية: Nigel Smith)‏ هو متزحلق جبال الألب بريطاني، ولد في 31 يناير 1964.

## وصلات خارجية
- نايجل سميث على موقع أوليمبيديا (الإنجليزية)